# Norbert Huber
Norbert Huber (ur. 3 września 1964 w Brunico) – włoski saneczkarz startujący w jedynkach oraz w dwójkach, dwukrotny medalista igrzysk olimpijskich, wielokrotny medalista mistrzostw świata i Europy oraz zwycięzca Pucharu Świata.

## Kariera
Pierwszy sukces w karierze odniósł w 1983 roku, kiedy w parze z Hansjörgiem Rafflem zdobył srebrny medal na mistrzostwach świata w Lake Placid. W tym samym składzie reprezentanci Włoch zdobyli też złoty medal na mistrzostwach świata w Calgary (1990), srebrne na mistrzostwach świata w Winterbergu (1989) i mistrzostwach świata w Calgary (1993) oraz brązowy podczas mistrzostw świata w Winterbergu (1991). Cztery razy zdobywał też medale w konkurencji drużynowej: złoty podczas MŚ 1989, srebrny na MŚ 1990 oraz brązowe na MŚ 1991 i MŚ 1993. Nadto podczas mistrzostw świata w Königssee w 1999 roku Hubert zdobył brązowy medal w jedynkach, ulegając tylko swemu rodakowi, Arminowi Zöggelerowi oraz Niemcowi, Jensowi Müllerowi. Wielokrotnie zdobywał medale mistrzostw kontynentu, w tym złote w dwójkach na mistrzostwach Europy w Winterbergu w 1992 roku oraz rozgrywanych dwa lata później mistrzostwach Europy w Königssee.
W 1984 roku wystartował na igrzyskach olimpijskich w Sarajewie, zajmując dziewiąte miejsce w jedynkach i szóste w dwójkach. Na rozgrywanych cztery lata później igrzyskach w Calgary nie wystąpił z powodu choroby, jednak podczas igrzysk w Albertville w 1992 roku razem z Rafflem zdobył brązowy medal w dwójkach. Na tych samych igrzyskach Huber był też czwarty w jedynkach, przegrywając walkę o podium z Austriakiem Markusem Schmidtem o 0,031 sekundy. Medal przywiózł także z igrzysk w Lillehammer w 1994 roku, gdzie w dwójkach zajął drugie miejsce. Wystąpił także w jedynkach, zajmując tym razem szóstą pozycję. Brał również udział w igrzyskach olimpijskich w Nagano w 1998 roku, gdzie w jedynkach był dziesiąty.
W Pucharze Świata siedemnastokrotnie zajmował miejsce na podium klasyfikacji generalnej, zdobywając Kryształową Kulą jedenaście razy (osiem razy w dwójkach i trzykrotnie w jedynkach). Na swoim koncie ma 26 wygranych zawodów. Pozostaje jedynym zawodnikiem, któremu udało się wygrać zarówno w jedynkach i dwójkach, na dodatek czyniąc to w jednym sezonie (1984/1985 i 1985/1986). Poza tym w jedynkach wygrał także w sezonie 1986/1987, a w dwójkach był też najlepszy w sezonach 1982/1983, 1988/1989, 1989/1990, 1990/1991, 1991/1992 oraz 1992/1993. W 2000 roku zakończył karierę.
Po zakończeniu kariery prowadził wraz z rodziną hotel w miejscowości Mühlwald. Był też członkiem sztabu reprezentacji Włoch.
Jego bracia, Arnold i Wilfried, również byli saneczkarzami, natomiast Günther był bobsleistą.

## Osiągnięcia

### Igrzyska olimpijskie
| Rok  | Miejsce     | Jedynki | Dwójki |
| ---- | ----------- | ------- | ------ |
| 1984 | Sarajewo    | 9       | 6.     |
| 1992 | Albertville | 4.      | 3.     |
| 1994 | Lillehammer | 6.      | 2.     |
| 1998 | Nagano      | 10.     |        |

### Puchar Świata

#### Miejsca na podium w klasyfikacji generalnej
| Sezon     | Miejsce | Miejsce |
| Sezon     | Jedynki | Dwójki  |
| --------- | ------- | ------- |
| 1982/1983 |         | 1.      |
| 1983/1984 | 2.      | =2.     |
| 1984/1985 | 1.      | 1.      |
| 1985/1986 | 1.      | 1.      |
| 1986/1987 | 1.      | 3.      |
| 1987/1988 |         | =3.     |
| 1988/1989 |         | 1.      |
| 1989/1990 | 3.      | 1.      |
| 1990/1991 |         | 1.      |
| 1991/1992 |         | 1.      |
| 1992/1993 |         | 1.      |
| 1997/1998 | 2.      |         |